# Troodos-Gebirge
Das Troodos-Gebirge, auch Troodos (griechisch Τρόοδος, türkisch Trodos Dağları), liegt auf der Mittelmeerinsel Zypern. Die höchste Erhebung ist der Olympos (auch Chionistra genannt) mit 1952 m. Das Gebirge ist vulkanischen Ursprungs und wie der Pentadaktylos – im Gegensatz zum Rest der Insel – bewaldet. Selbst im Hochsommer herrscht im Troodos-Gebirge ein angenehm mildes Klima, das zum Wandern einlädt.

## Geografie
Das Troodosgebirge erstreckt sich im südwestlichen Landesinneren Zyperns, zwischen den Dörfern Pomos und Panagia im Bezirk Paphos sowie östlich bis Stavrouvouni im Bezirk Larnaka.
Neben dem Olympos sind folgende Gipfel zu nennen: Madari (1613 m), Papousta (1554 m), Kionia (1423 m), Tripylos (1362 m) und Kykkos (1318 m).
Im Gebirge entspringen alle wichtigen Flüsse Zyperns, unter anderem der Diarizos, der Ezousa, der Gialias und der Kouris.

## Geologie
Troodos ist das am gründlichsten erforschte ophiolithische Bergmassiv der Welt. Wie kaum ein anderes Gebirge hat es die geologischen Theorien über die Entstehung der Ozeane und die lithosphärischen Platten beeinflusst.
Vor etwa 90 Millionen Jahren am Grund eines riesigen Ozeans entstanden, bildet das ophiolithische Massiv heute das Fundament der Insel und damit auch des Troodos. Sogenannte Plutonite - Produkte der Kristallisierung aus Tiefen von zwei bis sechs Kilometern unter dem Grund des Ur-Ozeans - sind häufig zu finden. Zu ihnen gehören Kristalle mit verschiedenen Mineralkomponenten, wie Olivine, Pyroxenen und Plagioklase.
Heute zeugen Abraumhalden vom Bergbau, der noch vor einigen Jahren eine bedeutende Rolle im Troodos spielte. Asbest, unter anderem bei Pani Amiantos, und Chrom wurden hier bis in die 1980er Jahre abgebaut.
Im Jahr 2015 wurde die Region des Geoparks aufgrund ihrer geologischen Einzigartigkeit mit dem Label UNESCO Global Geopark zertifiziert.

## Klima

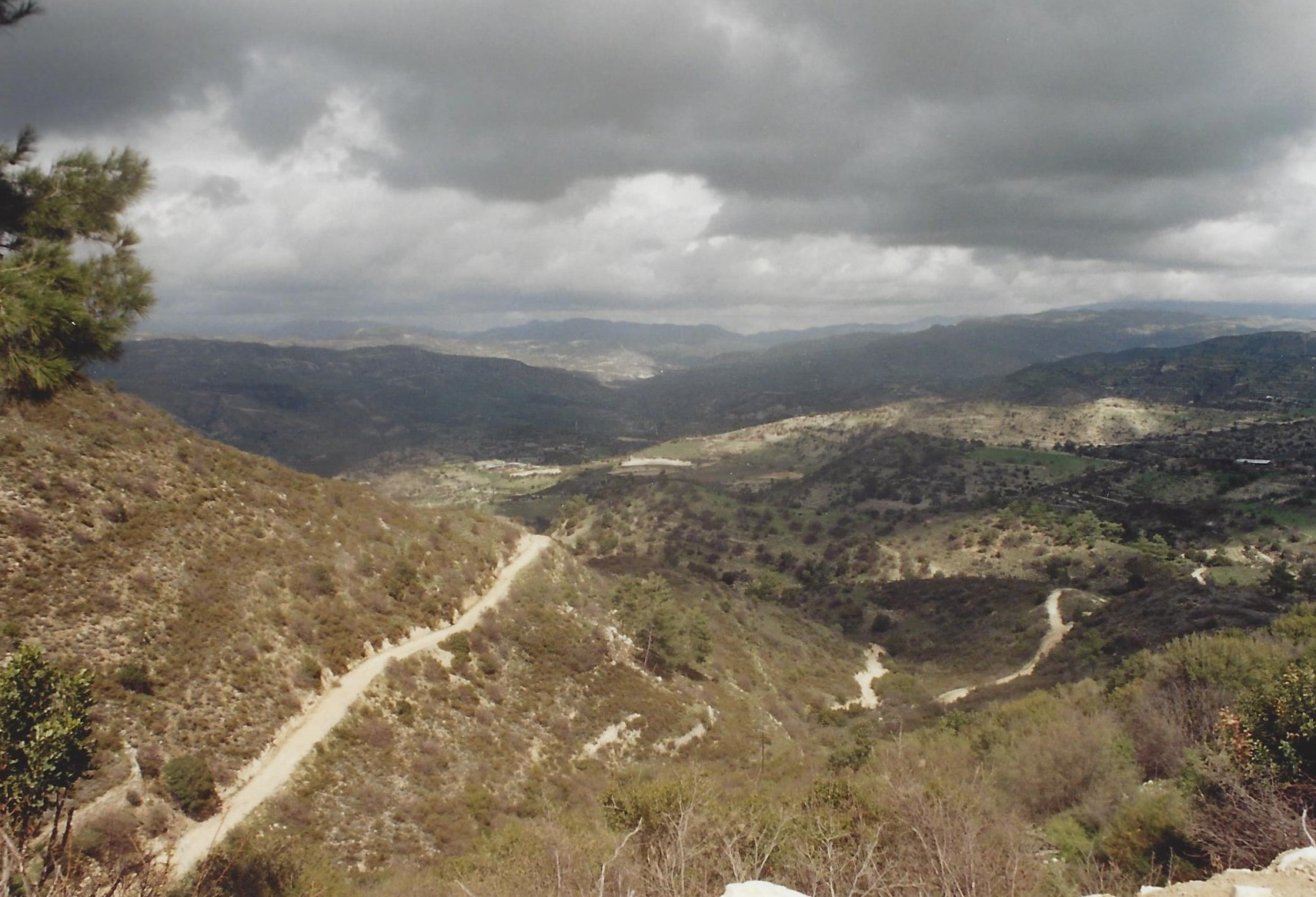
Troodos-Gebirge

Für den Troodos charakteristisch sind ergiebige Niederschläge von 700 bis 1000 mm im Jahr. In den Wintermonaten zwischen Januar und März ist die Gipfelregion des Olympos oft tiefverschneit.

## Flora und Fauna
Im Troodos – dem „Schwarzwald“ Zyperns – wachsen die endemischen Erlenblättrigen Eichen sowie Aleppo-Kiefern, Pinien, Platanen, Zedern und Steineichen. An den flach abfallenden Rändern des Troodos wurde die natürliche Flora größtenteils von Apfel-, Birnen-, Pfirsich-, Mandel- und Nussbäumen sowie Weinhängen verdrängt.
Das Gebirge weist eine artenreiche Tierwelt mit Adlern, Füchsen und den letzten freilebenden Zypern-Mufflons auf.

## Dörfer und Klöster

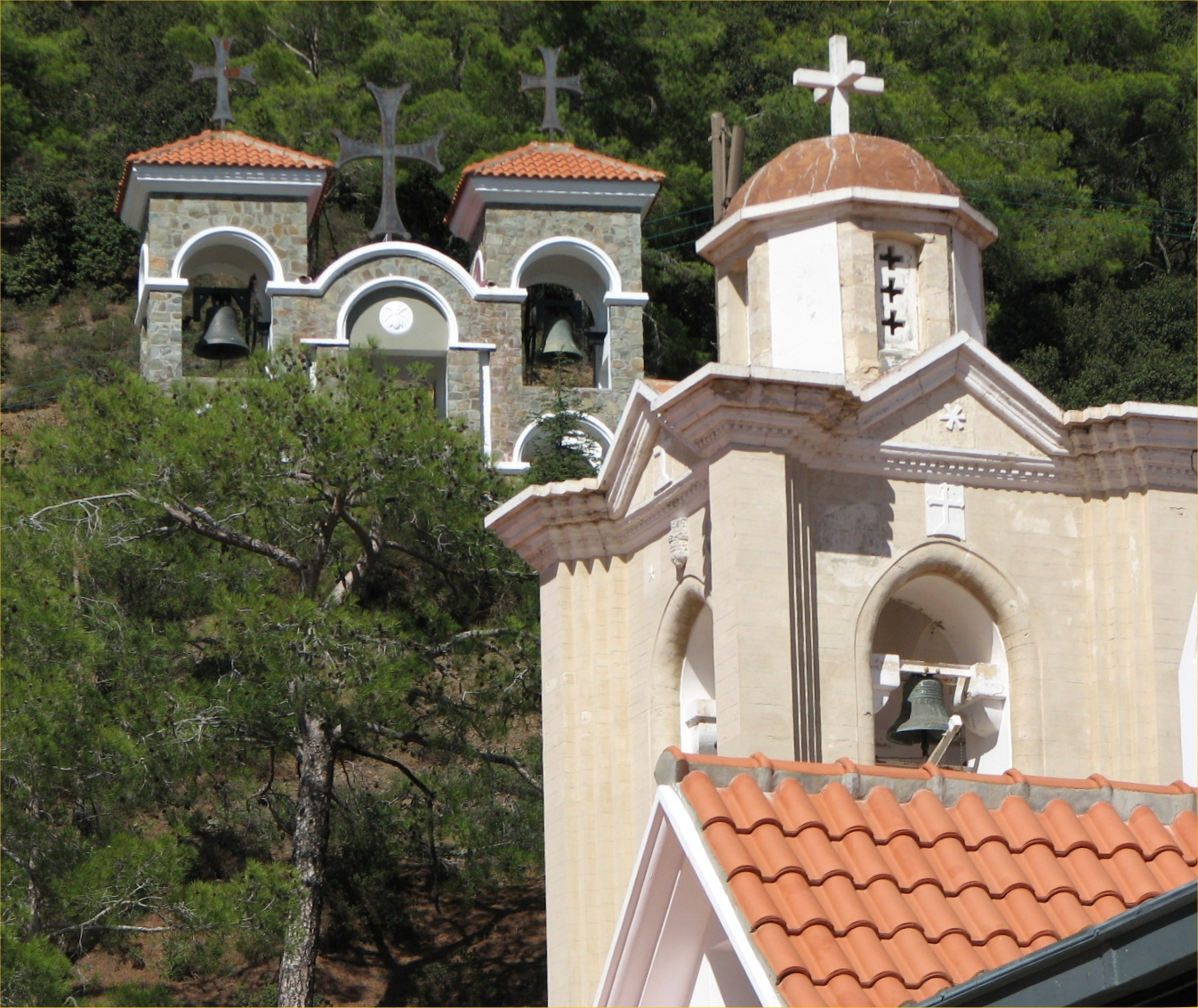
Kloster Kykkos

Im Troodos-Gebirge liegen größere und kleinere Dörfer, unter anderem Agros, Kakopetria, Kaminaria, Louvaras, Moutoullas, Pedoulas, Phini, Trimiklini und Prodromos, das höchstliegende Dorf der Insel Zypern.
Die Bergdörfer beherbergen zahlreiche, mit byzantinischen Fresken ausgemalte Kirchen, von denen einige als Scheunendachkirche gebaut sind. Zehn dieser Kirchen sind Bestandteil der UNESCO-Welterbestätte Bemalte Kirchen im Gebiet von Troodos. Zudem gibt es dort mehrere Klöster. Am reichsten ausgestattet ist das Kykkos-Kloster. Bekannt sind auch Agios Nikolaos tis Stegis, Chrysorrouiatissia und das Trooditissa-Kloster.

## Schutzgebiete
Das Troodos-Gebirge ist Teil mehrerer nationaler und internationaler Schutzgebiete. Auf nationaler Ebene wurde 1992 der Nationalpark Troodos ausgewiesen. Der Nationalpark wurde auch als europäisches Vogelschutzgebiet und als FFH-Gebiet gemeldet und ist damit Teil des europäischen Schutzgebietsnetzes Natura 2000. Innerhalb des Troodos-Gebirges liegen zudem die Naturschutzgebiete Chionistra und Dasos Troodous. Das Gebiet vom Troodos-Gebirge bis zur Südwestküste ist darüber hinaus als „Gebiet von außergewöhnlicher natürlicher Schönheit“ (griechisch: Περιοχές Εξαιρετικής Φυσικής Καλλονής) geschützt.

## Tourismus

### Wandern
Im Nationalpark sind vier Wanderwege als Naturlehrpfad ausgeschildert. Tafeln am Rand der Wege liefern Erklärungen zu Flora, Geologie und Ökologie.
- „Artemis“ – Rundweg um Chionistra; etwa sieben Kilometer, 2,5 Stunden[6]
- „Atalante“ – vom Postamt in Troodos nach Chrommine; etwa neun Kilometer, 3,5 Stunden
- „Kaledonia“ – von Kryos Potamos zu den Kaledonia Wasserfällen; etwa zwei Kilometer, 1,5 Stunden
- „Persephone“ – in der Gegend um Makria Kontarka; etwa drei Kilometer, 1,5 Stunden

Ausgehend von der Ortschaft Troodos führt ein 15 Kilometer langer Wanderweg rund um den Gipfel des Olympos.

### Skifahren
Mehrere Liftanlagen ermöglichen in der Gipfelregion des Olympos das alpine Skifahren.